# پیتر هسلر
پیتر هسلر (به انگلیسی: Peter Hessler) روزنامه‌نگار و نویسنده در ۱۴ ژوئن ۱۹۶۹ در آمریکا به دنیا آمد. او دانش‌آموختهٔ رشتهٔ زبان و ادبیات انگلیسی از دانشگاه آکسفورد است. هِسلر به‌عنوان نویسندهٔ مستقل با نشریات معتبری چون وال‌استریت‌ژورنال، بوستون‌گلوب و نشنال‌جئوگرافیک همکاری کرده‌است. او در سال ۲۰۰۰ میلادی به چین رفت و هفت سال در این کشور کار و زندگی کرد و تا سال ۲۰۰۷ به عنوان خبرنگار خارجی ساکن پکن، با مجلهٔ نیویورکر همکاری می‌کرد، در این سال‌ها، سه کتاب تأثیرگذار به نام‌های شهر رودخانه، استخوان‌های معبد و ادارهٔ کشور دربارهٔ چین نوشت و با این کتاب‌ها مطرح شد؛ کتاب شهر رودخانه (۲۰۰۱) که برندهٔ جایزهٔ ادبی کیریاما شده‌است در مورد تجربه‌های شخصی او از دو سال کار و آموزش داوطلبانه در سپاه صلح است. کتاب استخوان‌های معبد (۲۰۰۶) مقایسه‌ای است بین چین باستان با چین معاصر که و رتبة سوم در فهرست پرفروش‌ترین کتاب‌های غیرداستانی سال ۲۰۰۶، را به دست آورد. کتاب ادارهٔ کشور (۲۰۱۰)، به روند توسعهٔ شهرها، مهاجرت مردم از مناطق روستایی و تغییر روش زندگی اقتصادی مردم در چین می‌پردازد و حاصل مسافرت‌های هفت‌سالهٔ نویسنده به این کشور پهناور است. هِسلر در سال ۲۰۰۷ چین را ترک کرد و در ۲۰۱۱ به همراه خانواده‌اش، برای زندگی و آموختن زبان عربی به قاهره رفت. وی همچنان از اعضای فعال هیئت تحریریهٔ مجلهٔ نیویورکر است.